# Mammea touriga
Mammea touriga là một loài thực vật có hoa trong họ Calophyllaceae. Loài này được (C.T. White & W.D. Francis) L.S. Sm. mô tả khoa học đầu tiên năm 1959.